# Węzeł sieci komputerowej
Węzeł sieci komputerowej – przyłączone do sieci aktywne urządzenie elektroniczne, które pozwala na wysyłanie, odbieranie i przekazywanie informacji przez kanał komunikacyjny. Pasywne elementy sieci, takie jak np. panel krosowniczy, nie są zaliczane do węzłów sieci komputerowej, natomiast mogą nimi być urządzenia transmisji danych takie jak modemy, koncentratory, mosty i przełączniki bądź urządzenia końcowe jak telefony cyfrowe i drukarki sieciowe, a także hosty – tzn. routery, stacje robocze lub serwery. 
Sposób powiązania węzłów sieci komputerowej za pomocą kanałów komunikacyjnych, czyli struktura sieci, nosi nazwę topologii sieci. W sieciach LAN lub WAN (w których istnieje przynajmniej warstwa łącza danych) każdy węzeł musi mieć swój adres MAC, zwykle jeden na każdy posiadany interfejs sieciowy. Definicja pojęcia węzła sieci zależy w dużej mierze od struktury samej sieci i warstwy protokołu, który się rozpatruje.  
W sieciach telekomunikacyjnych węzeł sieci to punkt połączenia, punkt redystrybucji lub punkt końcowy tej sieci. Może nim być np. centrala telefoniczna.